# Bata Miladinović
Bratislav Miladinović Bata (Niš, 1914 — Beograd, 1997) bio je srpski glumac, reditelj i pedagog.

## Biografija
Rođen je u Nišu 1914. godine, a umro u Beogradu 1997. godine. Godine 1941. osnovao je Dečju školu glume na današnjem Kolarcu. Posle Drugog svetskog rata vodio je školu glume za decu i omladinu u Radio Beogradu (današnji RTS). Njegovu školu su pohađali mnogi afirmisani glumci: Nikola Kojo, Sergej Trifunović, Nebojša Glogovac i mnogi drugi. Iza sebe je ostavio ćerku i sina. Sin je Bane Miladinović, istaknuti radnik u oblasti socijalnih pitanja, dugogodišnji direktor doma za mlade Vasa Stajić.
Škola glume za decu i omladinu RTS-a i danas radi sa velikim uspehom.